# Eleonore Mühlbauer

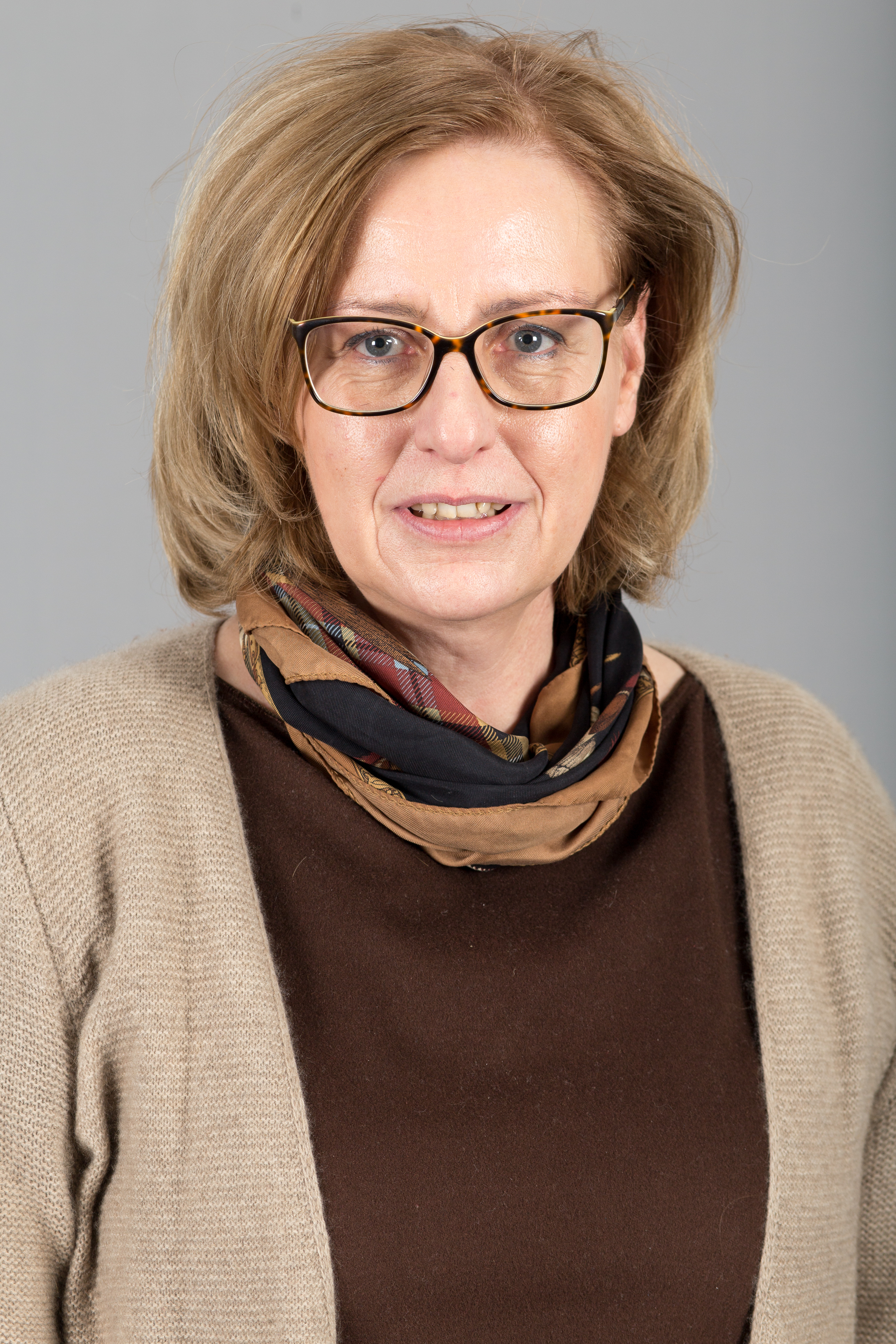
Eleonore Mühlbauer 2016

Eleonore Mühlbauer (* 26. Januar 1964 in Augsburg) ist eine deutsche Politikerin (SPD). Sie war von 2009 bis 2019 und kurzzeitig von August bis September 2024 Mitglied des Thüringer Landtags.

## Werdegang
Mühlbauer studierte Architektur in Augsburg und Istanbul und erlangte im Jahr 1991 einen Abschluss als Diplomingenieurin (FH) für Hochbau. Sie leitet seit 1994 ein Architekturbüro in Erfurt und ist seit 2009 Freie Architektin.
Seit 2000 ist Mühlbauer Mitglied der SPD. Bei der Landtagswahl 2009 wurde Mühlbauer über Platz 9 der SPD-Landesliste in den Thüringer Landtag gewählt, 2014 zog sie wiederum in den Landtag ein. 2012 war sie SPD-Kandidatin für die Landratswahl des Ilm-Kreises, erreichte mit 17,7 % nur den dritten Platz und kam nicht in die Stichwahl. Bis 2013 war sie Vorsitzende des SPD-Ortsvereines Arnstadt. 2015 wurde sie als Kreisvorsitzende des SPD-Kreisverbandes Ilm-Kreis wiedergewählt. Am 26. Juni 2019 wurde sie zur stellvertretenden Vorsitzenden der SPD-Fraktion gewählt. Bei der Landtagswahl in Thüringen 2019 trat sie im Wahlkreis Ilm-Kreis II (Nördlicher Ilmkreis) an. Sie verlor sie ihr Mandat, weil Position 12 auf der Landesliste nicht ausreichte. Sie rückte am 2. August 2024, kurz vor Ende der Legislaturperiode, für den verstorbenen Thomas Hartung in den Landtag nach. Mit der Konstituierung des Landtags der 8. Wahlperiode schied sie Ende September 2024 wieder aus dem Parlament aus.
Mühlbauer ist stellvertretende Kreisvorsitzende der SPD im Ilm-Kreis und stellvertretende Vorsitzende des SPD-Ortsvereines Arnstedt.
Mühlbauer ist verheiratet und Mutter einer Tochter.